# Amicta oberthueri
Amicta oberthueri är en fjärilsart som beskrevs av Franciscus J.M. Heylaerts 1883. Amicta oberthueri ingår i släktet Amicta och familjen säckspinnare. Inga underarter finns listade i Catalogue of Life.